# 隘寮 (屏東縣)
隘寮，原寫為隘藔，是臺灣屏東縣內埔鄉、鹽埔鄉交界地帶的一個傳統地域名稱，位於內埔鄉東北部、鹽埔鄉東南部。相較於今日行政區，其範圍大致包括內埔鄉的水門村、隘寮村北大半部，黎明村東北部，鹽埔鄉的振興村南部、久愛村不含北部及西南端及南部邊界地帶，另外還包括了三地門鄉三地村西南端，長治鄉繁榮村東北端，以及瑪家鄉三和村（飛地）東北部。
本地區境內主要聚落為新隘藔（部分）、頂隘寮、北村、舊隘藔（久愛）、西瓜園（振興）、水門、北葉，設有內埔農工、隘寮國小、北葉國小、長榮百合國小。

## 歷史
台灣日治初期，隘寮地區為一街庄，稱為「隘藔庄」（舊制街庄），隸屬於港西中里。該庄昔日北與新圍庄、鹽埔庄、大路關庄為鄰，東北、東及東南與蕃地為鄰，南邊及西南邊為犁頭鏢庄，西邊為番仔藔庄。
1901年（日治明治三十四年）11月11日，全台廢縣廳改設二十廳，該庄隸屬於阿猴廳。1904年（明治三十七年）4月15日，該庄編入「老埤區」，隸屬於阿猴廳。1905年（明治三十八年）4月1日，阿猴廳改稱「阿緱廳」。1909年（明治四十二年）10月25日，全台合併二十廳為十二廳，老埤區仍隸屬於阿緱廳。1920年（大正九年）10月1日，全台地方制度大改正，廢十二廳改設五州二廳，該庄改制並雅化為「隘寮」大字，隸屬於高雄州潮州郡內埔庄（新制街庄）。
戰後內埔庄改制為內埔鄉，隸屬於高雄縣，大字亦改制為村。1950年（民國39年）10月1日，高、屏分治，內埔鄉改隸屬於屏東縣。

## 聚落
本地區發展較早的聚落為新隘藔（已向東南遷移，部分）、舊隘藔（久愛），在日治初期的官方地圖上已有記載。此外，本地區尚有頂隘寮、北村、西瓜園（振興）、水門、北葉等聚落。

## 交通
省道台24線是屏東至阿禮的幹道（目前僅通行至里程44.5公里處），經過本地區的舊隘藔（久愛）、西瓜園（振興）、水門等聚落。由該道路西行可前往長治鄉、屏東市，並止於頭前溪地區的省道台3線轉角路口；東行可前往三地門鄉、霧台鄉，並止於吉露村的里程44.5公里處。
縣道185號又稱「沿山公路」，是大津至枋寮的南北向道路，經過本地區的水門、頂隘寮等聚落。由該道路北行可前往三地門鄉西南端、高樹鄉東南端、高樹鄉/三地門鄉交界地帶，並止於大津聚落的省道台27線路口；南行可前往內埔鄉/瑪家鄉交界地帶、瑪家鄉/萬巒鄉交界地帶、萬巒鄉、新埤鄉等地。該道路在本地區的部分路段與省道台24線共線，另有部分路段與縣道187號共線。
縣道187號是水門至東港的道路，其北側端點（起點）位於本地區中部偏東、水門聚落西郊的省道台24線暨縣道185號轉角路口。由此南行經頂隘寮、新隘藔聚落後，可前往內埔鄉內埔市區、萬巒鄉、潮州鎮、崁頂鄉等地。該道路在本地區的部分路段與縣道185號共線。
鄉道屏22線是茄苳腳至振興的道路，其東側端點（終點）位於本地區北部邊界地帶、西瓜園聚落的省道台24線路口。
鄉道屏35線是水門至禮納里的道路，其西北側端點（起點）位於本地區中部偏東南的縣道185號暨187號共線轉角路口，東南側端點（終點）位於本地區東部、禮納里部落東北側路口，中途會經過本地區的北葉聚落。
鄉道屏37線是水門至麟洛的道路，其北側端點（起點）位於本地區中部略偏北的省道台24線路口，由此向西南會經過本地區的北村聚落。
鄉道屏97線是隘寮至龍泉的道路，其北側端點（起點）位於本地區南部近邊界地帶、新隘藔聚落的縣道187號路口。

## 學校
內埔鄉
- 內埔農工
- 隘寮國小
- 北葉國小

瑪家鄉
- 長榮百合國小

## 公務機關
瑪家鄉
- 屏東縣內埔戶政事務所瑪家辦公室
- 屏東縣政府警察局內埔分局瑪家分駐所
- 屏東縣政府消防局第一大隊瑪家分隊